# Piranguinho
Piranguinho is een gemeente in de Braziliaanse deelstaat Minas Gerais. De gemeente telt 8.597 inwoners (schatting 2017).

## Aangrenzende gemeenten
De gemeente grenst aan Brasópolis, Cachoeira de Minas, Itajubá, Piranguçu, Santa Rita do Sapucaí en São José do Alegre.

## Verkeer en vervoer
De plaats ligt aan de wegen BR-459 en MG-295.